# Акшуат (Ульяновская область)
Акшуат — село в Барышском районе Ульяновской области России. Входит в Поливановское сельское поселение.

## География
Село находится на реке Малая Свияга в 22 км к востоку от районного центра города Барыша и в 95 км к  юго-западу от Ульяновска. К селу примыкают лесные массивы. 

## История
Село основано в 1681 году русскими крестьянами, а до указа царя Федора Алексеевича составляло собственность татарских  мурз, поэтому и называется татарским названием, в переводе с тюркского – «белый», хороший источник. 
В 1722 году Пётр I пожаловал эту вотчину Никите Кудрявцеву, который был воеводой в Казани. 
Первую церковь сельчане продали в село Заречное (бывшее с. Безштановка).
Храм деревянный, двух-этажный, построен в 1743 году помещиком Мефодием Никитичем Кудрявцевым. Престолов в нём два: в верхнем этаже (главный) — в честь Тихвинской иконы Божией Матери и в нижнем этаже — во имя Святителя Иоанна Милостивого, патриарха Александрийского. На углу церкви стояла каменная часовня со склепом, в котором были погребены супруги Чирковы (прабабушка и прадед В. Н. Поливанова). 
Его дочь Анастасия (Мария) Нефедовна (1708—1737), став женой генерал-аншефа Алексея Даниловича Татищева (1697—1760), получила село в приданное. Их сын Пётр Алексеевич Татищев (1730—1810) женится на Анастасии Парамоновне, урождённой Плещеевой (ум. 1769). 
В 1780 году, при создании Симбирского наместничества, село Богородское Акшуат тож, при вершинах речки Малой Свияги, помещиковых крестьян, вошло в состав Тагайского уезда. С 1796 года — в Карсунском уезде Симбирской губернии.
Дочь Петра Татищева — Елизавета Петровна (1764—1823) — в 1792 году выходит замуж за генерал-майора Николая Александровича Чиркова, а село ей достаётся в приданное.  А его дочь Екатерина Николаевна Чиркова (1794—1840) выходит замуж за Ивана Петровича Поливанова (1773—1848), деда В. Н. Поливанова. Другая дочь Петра — София выходит замуж за Дениса Давыдова и получает село Верхняя Маза в приданное.
В 1848 году Николаем Ивановичем Поливановым (1814—1874) были высажены первые деревья, послужившие в дальнейшем созданию Акшуатского дендропарка.
В 1853 году, после смерти их матери, тайной советницы Е. Н. Поливановой, владения были поделены между сыновьями: Александр получил село Водорацк (Водорацкие Выселки), а Николай — Акшуат.
В 1859 году село Акшуат (Шуваты), по левую сторону на коммерческом тракте из г. Симбирска в г. Пензу, входило в состав 1-го стана Карсунского уезда Симбирской губернии, имелось: церковь, два завода: винокуренный и поташный.
В 1867 году помещик Николай Иванович Поливанов в селе открыл мужское училище. В 1908 году уездные власти приняли решение выстроить для учебного заведения новое каменное здание. Проект был составлен архитектором А. А. Шодэ. 9 мая 1909 года состоялась закладка первого камня, 1 октября — торжественное открытие училища. В настоящее время в здании размещается Дом культуры.
В 1883 году владельцем имения стал Поливанов, Владимир Николаевич, который основал здесь первый в Симбирской губернии частный музей (1890), парк-дендрарий с редкими растениями. В музее находились произведения западноевропейской живописи, археологические, нумизматические коллекции. После революции 1917 года коллекции Поливанова попали в фонд Ульяновского областного художественного музея.
При строительстве Московско-Казанской железной дороги, которое началось в 1895 году и закончилось в 1898 году, рядом с селом появилась железнодорожная станция «Поливаново» (ныне п. Поливаново), В. Н. Поливанов построил здесь здание станции, чтобы было легче ездить из своего имения в столицу. Затем к пристанционным домишкам, где жила обслуга, добавили бараки для рабочих, занимавшихся уходом за лесом. Массовое заселение этого места началось после революции.
В 1906 году Владимиру Поливанову, в трёх верстах от Загарина, отвели земельный участок,  где он построил  винокуренный завод (ныне п. Приозёрный). На 1913 год здесь была усадьба Поливановых и пять небольших бараков, где проживало около сорока человек. 
В 1913 году в Акшуате было две школы и Тихвинская церковь (не сохранилась, использовалась как зернохранилище, сломана в 1968 г.). Рядом с Акшуатом находилась старинная усадьба Поливановых (ещё 18 дворов и 73 жителя) с лесным питомником и большим винокуренным заводом, известным с 1835 года (не сохранился).
10.02.1976 года в селе был открыт Акшуатский дендропарк — памятник природы ООПТ Ульяновской области.
В 2005 году село вошло в Поливановское сельское поселение.
Храм в честь Тихвинской иконы Божией Матери (с 2013 года строится).
С 1 по 3 июля 2022 года в селе проходил II областной фестиваль учительских клубов.

## Население
| 2010 |
| ---- |
| 1515 |

В 1780 году  — 344 ревизских душ.
В 1859 году — 151 двор, в которых жило: 515 мужчин и 504 женщины.
На 1900 год прихожан в с. Акшуате  (Богородское) в 205 дворах жило: 590 м. и 653 ж. Есть земская школа.
В 1913 году в Акшуате было 246 дворов, 1363 жителя, две школы и Тихвинская церковь (не сохранилась).
В 1996 году — 1496 жителей, русские.

## Известные жители села
См. статью: Родившиеся в Акшуате (Ульяновская область)
- Худяков, Василий Григорьевич[17] — живописец, академик и профессор Императорской Академии художеств.
- Чирков, Николай Александрович — генерал-майор, герой Очаковского боя, живший здесь с 1792—1795 годах[3].
- Поливанов, Владимир Николаевич — губернский предводитель дворянства, председатель Симбирской губернской учёной архивной комиссии (с 1895 года вплоть до своей кончины). Владелец имения при с. Акшуат (1883 — 1915 гг.)[11][18][12].
- Остроградский, Алексей Николаевич — русский советский художник. Бывший директор Симбирского художественного музея. Жил в селе.

Матерям, положившим на алтарь Победы в ВОВ 1941-1945 гг. своих детей. (ул. Карбышева, Ульяновск).

- Матерям, положившим на алтарь Победы в ВОВ 1941-1945 гг. своих детей. (ул. Карбышева, Ульяновск).Марфа Титовна Мельникова — многодетная мать, которой в 2011 г. в Новом городе Ульяновска, возле Гимназии № 79  (ул. Карбышева, 2), был открыт памятник «Матерям, положившим на алтарь Победы в  Великой Отечественной войне 1941-1945 гг. своих детей»[19].

## Достопримечательности
- На территории села расположен Акшуатский дендропарк —  ООПТ Ульяновской области (с 1976 г.). В парке  оборудована эколого- краеведческая тропа "В гостях у Поливанова"(2013г) и экологическая тропа " Акшуатская кругосветка" (2023г)
- Культуры лиственницы сибирской — ООПТ Ульяновской области[20] .
- Лесные культуры сосны обыкновенной — ООПТ Ульяновской области[21].
- Вечное болото — ООПТ Ульяновской области[22].
- Акшуатский историко - этнографический музей им. В. Н. Поливанова. Музей проводит экскурсии по туристическому маршруту "В гостях у Поливанова" (Памятник природы "Реликтовая аллея сосны обыкновенной", Акшуатский историко-этнографический музей им. В. Н. Поливанова с выставочным залом "Акшуатская лоза", место отдыха "Дмитриев прудик", храм в честь Тихвинской иконы Божьей Матери", Обелиск погибшим в ВОВ (1980), здания, связанные с деятельностью В. Н. Поливанова: школа, построенная по проекту А. А. Шоде, дом мастера лозоплетения Репко Е.В., Акшуатский дендропарк) [23].
- В селе существует ансамбль «Душа поёт», который известен за пределами области. 3.02.2024 года коллектив стал участниками передачи «Привет, Андрей !» на телеканале «Россия-1», 7.02.2024 года коллектив выступил на областном телевидении[24][25][26][27][28].

## Инфраструктура
- На 1996 год — школа, клуб, Центр СПК «Красная Заря».

## Галерея

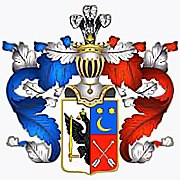
Родовой герб Поливановых.
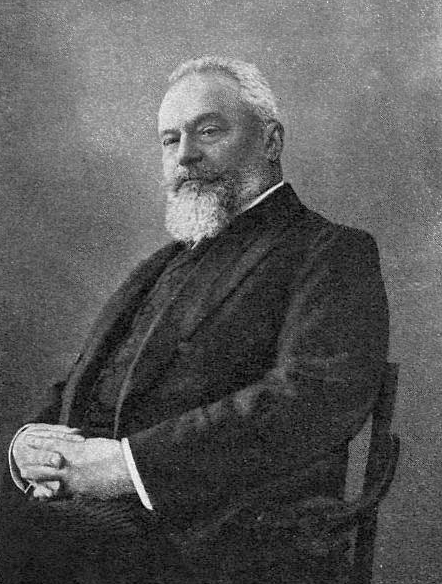
В. Н. Поливанов, владелец Акшуатом.
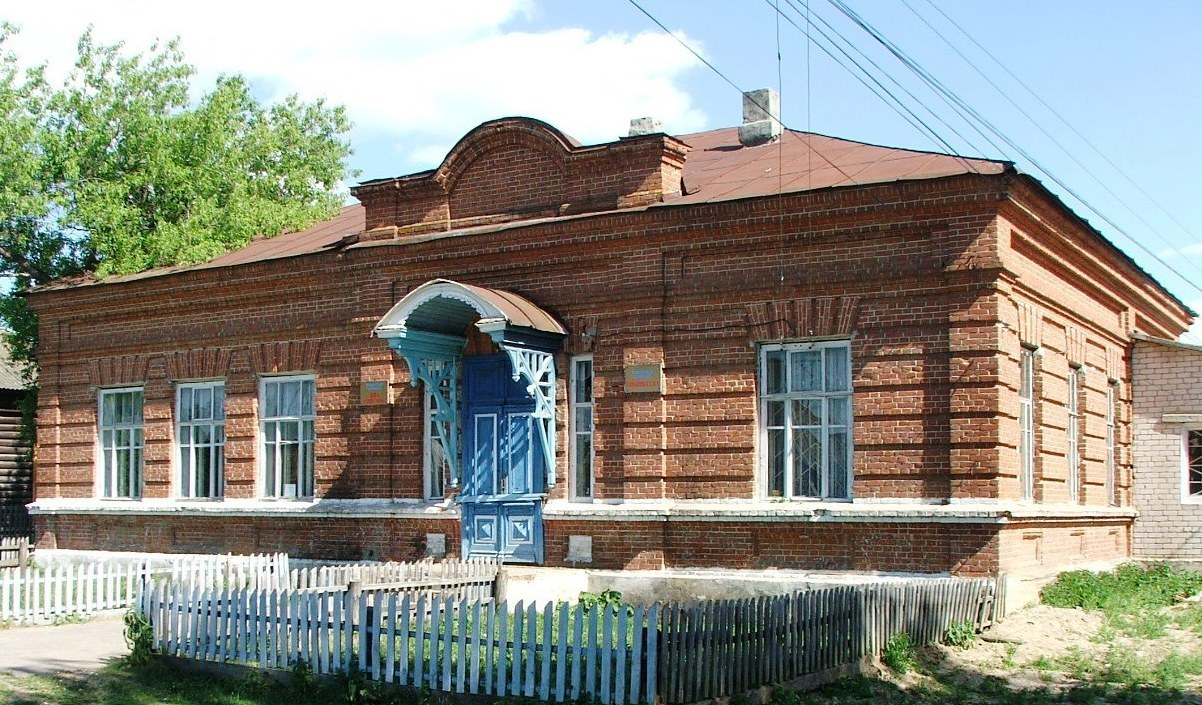
Бывший учебный корпус начального училища в с. Акшуате.
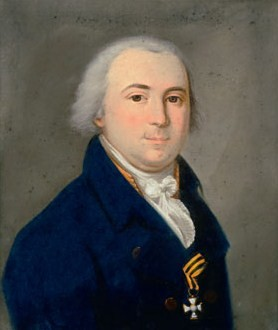
Николай Александрович Чирков (1753—1806), хозяин имения.
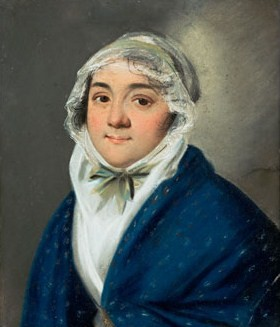
Елизавета Петровна Чиркова, урождённая Татищева (1764—1823), жена Н. А. Чиркова.
Герб  дворянского рода Кудрявцевых.
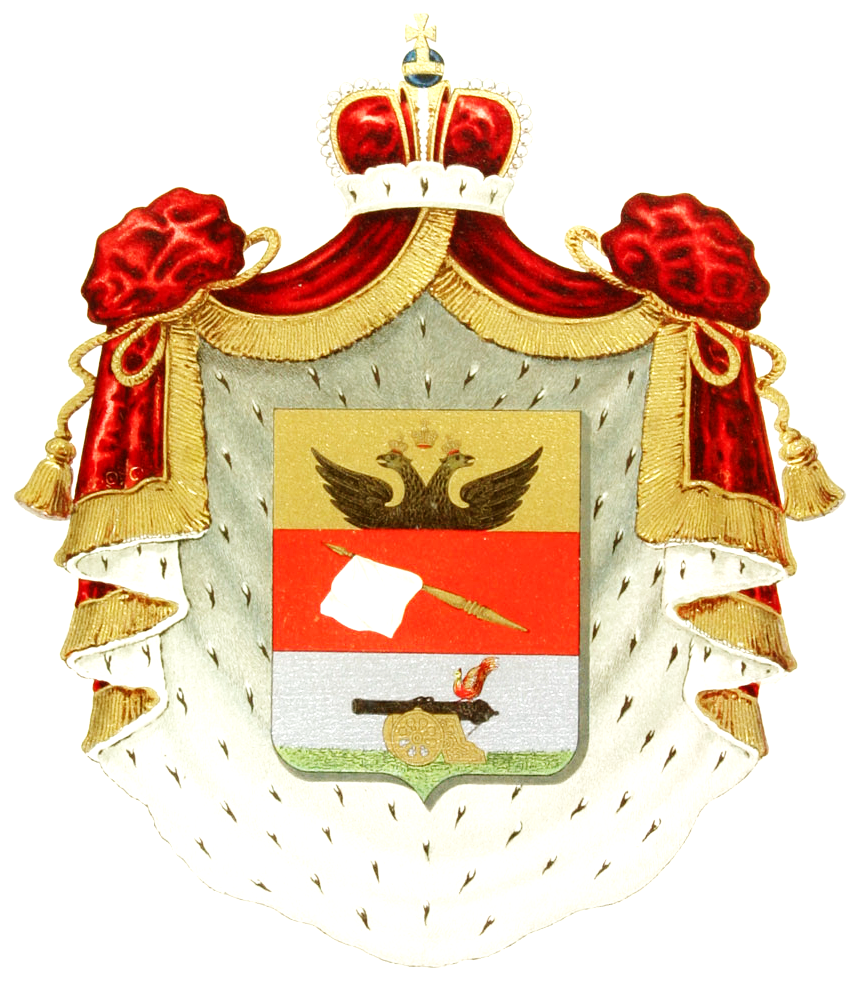
Герб рода Татищевых.
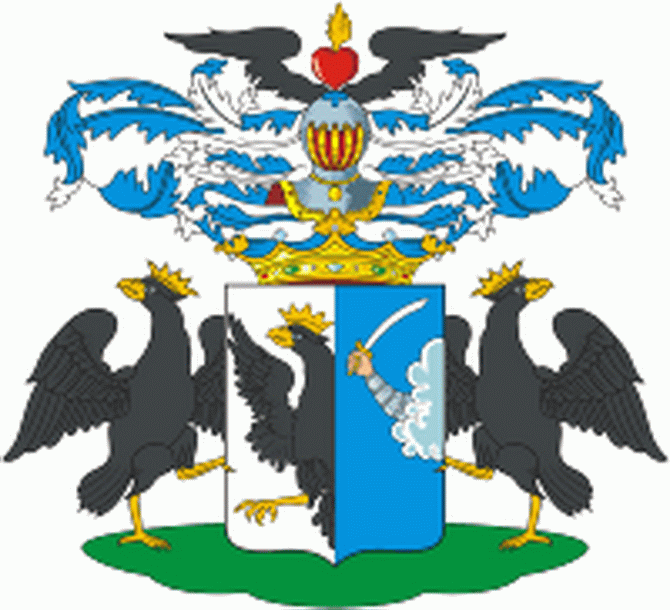
Родовой герб Плещеевых.
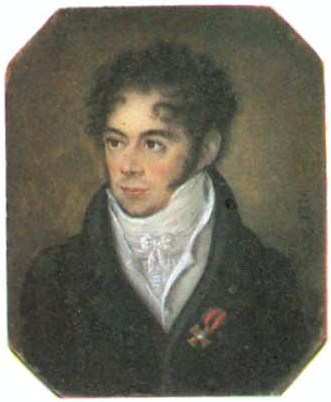
Иван Петрович Поливанов, 1814 г., дед В. Н. Поливанова.